# Karl Maria Demelhuber
Karl Maria Demelhuber (Frisinga, 26 maggio 1896 – Seeshaupt, 18 marzo 1988) è stato un generale tedesco delle Waffen-SS durante la seconda guerra mondiale.

## Biografia
Demelhuber partecipò alla prima guerra mondiale. Fino al 1920 militò anche nella Reichswehr della Repubblica di Weimar. Nel 1921 si unì alla polizia bavarese dove raggiunse il grado di comandante di plotone. Dal 1933 al 1935 fu aiutante del comandante della polizia di monaco. Nel 1922 si era iscritto al Partito Nazionalsocialista Tedesco dei Lavoratori con la tessera n° 4439. Nel 1934 entrò nelle Sturmabteilung e il 15 marzo 1935 si trasferì nelle SS con la tessera n° 252.392. In seguito entrò nelle Waffen-SS. Dall'aprile 1935 fu comandante del 2º battaglione del Panzer-Grenadier Regiment "Germania". Dall' ottobre 1936 al dicembre 1940 fu a capo della Standarte SS "Germania".
dal 25 novembre 1940 al 24 aprile 1941 fu comandante in capo di tutte le SS stazionate nel Governatorato Generale polacco. Per qualche tempo fu comandante della prima brigata corazzata delle SS. Dal 15 maggio 1941 al 20 aprile 1942 fu comandante della 6. SS-Gebirgs-Division "Nord" in Finlandia. Dal giugno 1942 al novembre 1944 fu comandante delle SS nei Paesi Bassi. Il 4 ottobre 1943 fu uno dei partecipanti a una riunione dei quadri alti delle SS e del Partito nazista, dove il Reichsführer-SS Heinrich Himmler pronunciò il suo famoso discorso nell'ambito dello sterminio del popolo ebraico. Dal 15 gennaio all'aprile 1945 fu comandante del XVI SS-Armeekorps in Pomerania. Alla fine della guerra era rappresentante di Himmler nel quartier generale delle SS sul Mar Baltico.
il 16 maggio 1945 fu arrestato dalle truppe britanniche nello Schleswig-Holstein e trasferito nel campo di prigionia di Neuengamme. Il 17 maggio 1948 fu rilasciato. Negli anni' 50 si unì all'Associazione di mutuo aiuto degli ex membri delle Waffen-SS. Dal 1955 fu presidente del tribunale arbitrario dello HIAG. In seguito lasciò tale organizzazione per un conflitto con il rappresentante federale Kurt Meyer.